# Oswald Lohse
Wilhelm Oswald Lohse (Lipsia, 13 febbraio 1845 – Potsdam, 14 maggio 1915) è stato un astronomo tedesco.
Studiò dapprima a Dresda e poi all’Università di Lipsia. Nel 1870 lavorò come assistente di Hermann Carl Vogel presso l’osservatorio privato di Bothkamp, nelle vicinanze di Kiel, lavorando nel campo della spettroscopia e astrofotografia. Lavorò presso l’Osservatorio di Berlino e quindi, dal 1877, presso l'Astrophysikalischen Observatorium Potsdam  (oggi Leibniz-Institut für Astrophysik Potsdam), divenendo nel 1882 “osservatore” e successivamente “primo osservatore”.
 
In particolare condusse osservazioni del pianeta Marte (di cui realizzò una mappa dettagliata) e del pianeta Giove. Osservò anche una stella binaria, sulla quale pubblicò un trattato nel 1909. Condusse studi spettroscopici sulle stelle, comparandone gli spettri con le linee di emissione generate dai metalli eccitati in laboratorio.
A Wilhelm Oswald Lohse la UAI ha intitolato il cratere lunare Lohse e il cratere marziano Lohse